# Murmansk Internationale Lufthavn
Murmansk Internationale Lufthavn, (russisk: Международный аэропорт Му́рманск, tr. Mezjdunarodnyj aeroport Múrmansk) (IATA: MMK, ICAO: ULLM) er en international lufthavn ved byen Murmashi, 23 km sydvest for Murmansk, Murmansk Oblast i Rusland.

## Flyselskaber og destinationer
| Flyselskaber   | Destinationer                                                    |
| -------------- | ---------------------------------------------------------------- |
| Nordavia       | Arkhangelsk, Moskva-Sheremetyevo, St. Petersborg-Pulkovo, Tromsø |
| Rossiya        | St Petersborg                                                    |
| Sky Express    | Moskva-Vnukovo                                                   |
| UTair Aviation | Kaliningrad, Moskva-Vnukovo, St. Petersborg                      |
| Widerøe        | Tromsø                                                           |